# Gagarinskaja (metropolitana di Samara)
Gagarinskaja (in russo: Гагаринская) è una stazione della Linea 1, della Metropolitana di Samara. È stata inaugurata il 26 dicembre 1993